# Preparazione farmaceutica pressurizzata
Le preparazioni farmaceutiche pressurizzate sono presentate in contenitori speciali sotto pressione di un gas e contengono uno o più principi attivi.
Le preparazioni vengono rilasciate dal contenitore, per attivazione di una valvola adatta, nella forma di un aerosol (dispersione in un gas di particelle liquide di dimensioni appropriate all'uso previsto) oppure di uno spruzzo liquido o semisolido, come una schiuma.
La pressione per il rilascio è prodotta da adatti propellenti.
Le preparazioni sono costituite da una soluzione, una emulsione o una sospensione e sono destinate all'applicazione locale sulla pelle o sulle mucose di diversi orifizi del corpo o all'inalazione.
Possono anche essere usati opportuni eccipienti, per esempio solventi, solubilizzanti, emulsionanti, sospendenti e lubrificanti per la valvola, per prevenire l'intasamento.

## Propellenti
I propellenti sono o gas liquefatti sotto pressione o gas compressi o liquidi a basso punto di ebollizione. Gas liquefatti sono, per esempio, idrocarburi fluorurati e idrocarburi a basso peso molecolare (come propano e butano). I gas liquefatti costituiscono negli aerosol non solo la fase gassosa ma anche la totalità o parte della fase liquida; il propellente liquido si trova in equilibrio con i propri vapori che costituiscono la fase gassosa. Gas compressi sono, per esempio, biossido di carbonio, azoto e ossido di diazoto. Miscele di questi propellenti possono essere usate per ottenere proprietà ottimali di soluzione e caratteristiche auspicabili di pressione, rilascio e spruzzo.

## Contenitori
I contenitori sono ermetici e resistenti alla pressione interna e possono essere di metallo, di vetro, di plastica o combinazioni di questi materiali; sono compatibili con i loro contenuti. I contenitori di vetro sono protetti con un rivestimento in plastica.

## Dispositivo nebulizzatore
La valvola tiene il contenitore ermeticamente chiuso quando non si usa e regola il rilascio dei contenuti durante l'utilizzazione. Le caratteristiche dello spruzzo sono influenzate dal tipo di dispositivo nebulizzatore, in particolare dalle dimensioni, dal numero e dalla posizione degli orifizi. Alcune valvole consentono una erogazione continua, altre (valvole dosatrici) scaricano una quantità definita di prodotto per ogni attivazione della valvola.

## Etichetta
L'etichetta indica:
- il metodo di uso,
- qualunque precauzione sia necessario prendere,
- per contenitori con valvola dosatrice, la quantità di principio attivo nell'erogazione unitaria.